# Спартак-Чукотка
«Спартак-Чукотка» — бывший российский футбольный клуб из Москвы. Фактически являлся дочерним клубом московского «Спартака».

## История
Основан в 1998 году по инициативе главного тренера и президента московского «Спартака» Олега Романцева, Анатолия Шелеста и губернатора Чукотского АО Александра Назарова. По результатам сезона в КФК получил право выступить во втором дивизионе. В 1999 году занял первое место в зоне «Центр» и вышел в первый дивизион.
Видеокассеты с записями победных игр отсылались на Чукотку, где показывались по местному телевидению.
2 августа 2000 года клуб отказался от дальнейшего участия в соревнованиях в связи с отсутствием необходимых финансовых средств.

## Статистика выступлений

### В первенстве России
| Год  | Соревнование                                                  | Место    | И  | В  | Н | П  | Мячи   | Примечания                                                          |
| ---- | ------------------------------------------------------------- | -------- | -- | -- | - | -- | ------ | ------------------------------------------------------------------- |
| 1998 | Первенство КФК, зона «Центр», «Москва», 1-й этап (1-я группа) | 1 из 11  | 20 | 19 | 0 | 1  | 96-8   | Выход во Второй дивизион                                            |
| 1998 | Первенство КФК, зона «Центр», «Москва», 2-й этап              | 1 из 4   | 4  | 3  | 1 | 0  | 11-2   | Выход во Второй дивизион                                            |
| 1998 | Первенство КФК, зона «Центр», финал                           | 1 из 2   | 2  | 2  | 0 | 0  | 4-2    | Выход во Второй дивизион                                            |
| 1998 | Первенство КФК, финальный турнир                              | 3 из 10  | 5  | 4  | 1 | 0  | 11-3   | Выход во Второй дивизион                                            |
| 1999 | Второй дивизион, зона «Центр»                                 | 1 из 19  | 36 | 25 | 8 | 3  | 70-28  | Победа в стыковых матчах финального этапа и выход в Первый дивизион |
| 1999 | Второй дивизион, финальный этап (стыковые матчи)              | 1-3 из 6 | 2  | 1  | 1 | 0  | 5-2    | Победа в стыковых матчах финального этапа и выход в Первый дивизион |
| 2000 | Первый дивизион                                               | 19 из 20 | 38 | 4  | 4 | 30 | 29-115 | Снялся после 1-го круга                                             |

### В Кубке России
Всего: 7:+4=1-2 (в основное время)
| Сезон        | Стадия       | Дата                        | Соперник           | Д/Г             | Место                    | Стадион   | Результат |  |
| ------------ | ------------ | --------------------------- | ------------------ | --------------- | ------------------------ | --------- | --------- |  |
| 1999/00      | 1/256 финала | 08.05.1999                  | Торпедо (Владимир) | в гостях        | Владимир                 | Лыбедь    | 3:1       |  |
| 1/128 финала | 26.05.1999   | Спартак-Телеком (Шуя)       | в гостях           | Шуя             | Труд                     | 3:0       |           |  |
| 1/64 финала  | 07.06.1999   | Спартак (Рязань)            | дома               | Железнодорожный | Керамик                  | 1:0, д.в. |           |  |
| 1/32 финала  | 28.06.1999   | Торпедо-ЗИЛ (Москва)        | в гостях           | Москва          | Торпедо им. Э.Стрельцова | 1:0       |           |  |
| 1/16 финала  | 12.10.1999   | Локомотив (Нижний Новгород) | дома               | Москва          | Торпедо им. Э.Стрельцова | 1:0       |           |  |
| 1/8 финала   | 13.11.1999   | ЦСКА (Москва)               | в гостях           | Москва          | ЦСКА Песчаное            | 0:3       |           |  |
| 2000/01      | 1/32 финала  | 16.07.2000                  | Арсенал (Тула)     | в гостях        | Тула                     | Арсенал   | 1:2       |  |